# Hydro Ottawa
Hydro Ottawa (officiellement la Société de portefeuille d'Hydro Ottawa inc.), est un distributeur d'électricité qui dessert 291 000 clients à Ottawa et dans le village voisin de Casselman, ce qui en fait la troisième société locale de distribution électrique de la province canadienne de l'Ontario. La société est la propriété de la ville d'Ottawa.

## Activités
La société a été formée en novembre 2000 par la fusion des services publics d’électricité de Gloucester, de Goulbourn, de Kanata, de Nepean et d’Ottawa, auxquels s'est ajouté le réseau du village de Casselman en 2001. Elle est constituée en société de portefeuille, qui exploite deux filiales.
Avec 93 % des actifs et 97 % du chiffre d'affaires, Hydro Ottawa limitée est la plus importante des deux. L'entreprise exploite un réseau de distribution électrique sur un territoire de 1 104 km2 à Ottawa et Casselman. Le réseau compte 85 postes de distribution, 2 800 km de câbles souterrains, 2 900 km de lignes aériennes, 40 000 transformateurs et 51 500 poteaux électriques.
Une seconde filiale, Énergie Ottawa, exploite deux centrales hydroélectriques de 8 MW chacune sur la rivière des Outaouais et possède une participation de 60 % dans une centrale de transformation du gaz d'enfouissement au dépotoir du chemin Trail qui a commencé ses opérations en janvier 2007. Ces installations produisent 150 GWh, soit 2 % de la demande électrique de la municipalité, qui s'établissait à 7 867 GWh en 2008.
Hydro Ottawa exploitait également Télécom Ottawa, une entreprise spécialisée dans la transmission de données et d'accès Internet dans la région d'Ottawa. La société a abandonné ces activités en avril 2008.